# Wrodzona obojętność na ból z anhydrozą

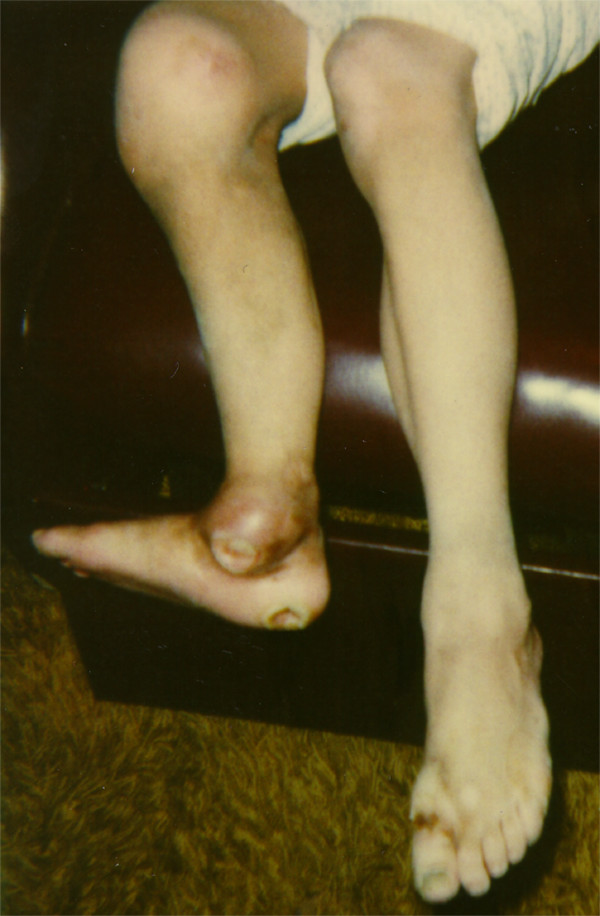
Staw Charcota w prawej kończynie dolnej u pacjenta z HSANIV

Wrodzona obojętność na ból z anhydrozą (ang. congenital insensitivity to pain with anhidrosis, CIPA) – rzadka choroba genetyczna należąca do grupy dziedzicznych neuropatii czuciowych i autonomicznych (HSAN), objawiająca się niezdolnością odczuwania bólu, rozróżniania skrajnych temperatur, a także brakiem pocenia się (anhydroza). Choroba została opisana przez Swansona w 1965 roku u dwóch braci z wrodzoną niezdolnością odczuwania bólu, zaburzonym odczuwaniem temperatury i anhydrozą. Gen zaangażowany w schorzenie zidentyfikował zespół Yasuhiro Indo z Uniwersytetu w Kumamoto w 1996 roku.

## Epidemiologia

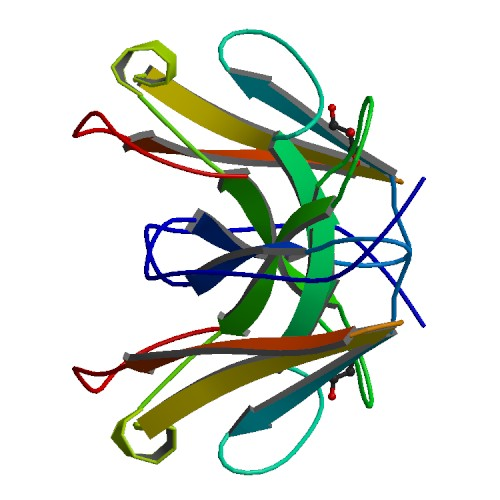
Model wstążkowy białka TrkA

HSAN jest bardzo rzadkim schorzeniem. W USA opisano 84, a w Japonii około 300 przypadków. W wiosce Gällivare w gminie Gällivare na północy Szwecji odnotowano 40 przypadków choroby, aczkolwiek fenotyp u opisanych stamtąd pacjentów jest odmienny (zachowana jest zdolność pocenia się).

## Etiologia
Choroba spowodowana jest mutacją w genie NTRK1 w locus 1q21-q22 kodującym receptor kinazy tyrozynowej A (TrkA).

## Objawy i przebieg
Dominującymi objawami są niezdolność do odczuwania bólu i pocenia się. Nieodczuwanie bodźców bólowych sprzyja urazom kończyn i jamy ustnej, takim jak kaleczenie języka, dziąseł i warg. Ponadto stwierdza się opóźnienie umysłowe, skłonność do zakażeń, częste złamania kości.
Na obraz kliniczny składają się objawy dotyczące wielu układów i narządów:
- zmętnienie, owrzodzenie, bardzo słabe gojenie, bliznowacenie, neurotroficzność rogówki;
- przypadkowe urazy i owrzodzenia warg i języka ze względu na zmniejszone czucie;
- niedociśnienie ortostatyczne z częstoskurczem wyrównawczym;
- neuropatyczna artropatia;
- zapalenie szpiku;
- owrzodzenie i zapalenie kości i szpiku prowadzą do autoamputacji;
- gruba, rogowaciejąca skóra;
- wrzody skórne;
- paznokcie dystroficzne;
- hipotrichoza skóry głowy;
- opóźnienie rozwoju;
- upośledzenie umysłowe;
- zaburzenia czynności autonomicznego układu nerwowego;
- ból rozproszony (w tym na ból trzewny), nieczułość;
- niewrażliwość na temperaturę;
- znacznie zmniejszona ilość małych niemielinowanych włókien nerwowych;
- utrata włókien współczulnych unerwiających ekrynowe gruczoły potowe;
- nadpobudliwość u 50% pacjentów;
- chwiejność emocjonalna u 50% pacjentów;
- podatność na wściekłość u 50% pacjentów;
- gorączka, epizodyczna, ciężka;
- gorączka jest często objawem prezentacji;
- opóźnione gojenie ran z normalnym układem odpornościowym;
- zwiększona podatność na skutek poważnych i częstych zakażeń bakteriami Staphylococcus aureus[6].